# Гоуэн, Алан
Алан Гоуэн (англ. Alan Gowen; 19 августа 1947 года, Лондон — 17 мая 1981 года, Лондон) — британский клавишник, известный по выступлениям в группах Кентерберийской сцены Gilgamesh и National Health.

## Биография
После участия в нескольких музыкальных коллективах, в 1972 году Гоуэн основал группу Sunship вместе с такими признанными в дальнейшем музыкантами, как Джейми Мьюир (барабаны) и Аллан Холдсворт (гитара).
В 1973 году Гоуэн основал группу Gilgamesh, а в 1975 году вместе с клавишником Hatfield and the North Дейвом Стюартом основал группу National Health.
В 1977 году Гоуэн ушёл из National Health, и в 1978 году записал второй альбом Gilgamesh. В 1979-80 годах Гоуэн вновь играл в составе National Health.
В 1981 году Гоуэн записал свой последний альбом Word is Said вместе с известными музыкантами Кентерберийской сцены Ричардом Синклером, Филом Миллером и Тревором Томкинсом.
17 мая 1981 года Гоуэн умер от лейкемии в возрасте 33-х лет.

## Дискография
- 1975 — Gilgamesh — Gilgamesh
- 1978 — Soft Head — Rogue Element
- 1979 — Gilgamesh — Another Fine Tune You've Got Me Into
- 1979 — Soft Heap — Soft Heap
- 1980 — Hugh Hopper & Alan Gowen — Two Rainbows Daily
- 1980 — Alan Gowen & Hugh Hopper — Bracknell-Bresse Improvisations
- 1981 — Alan Gowen, Phil Miller, Richard Sinclair, Trevor Tomkins — Before A Word is Said
- 1982 — National Health — D.S. al coda (трибьют, включающий композиции Гоуэна)
- 1995 — National Health — Missing Pieces (записи 1975-76 годов)
- 2000 — Gilgamesh — Arriving Twice (записи 1973-75 годов)
- 2001 — National Health — Playtime (запись 1979 года)
- 2008 — Soft Heap — Al Dente (запись 1978)